# Danielle Williams
Pour les articles homonymes, voir Williams.
Danielle Williams (née le 14 septembre 1992) est une athlète jamaïcaine, spécialiste du 100 mètres haies, championne du monde en 2015 à Pékin et en 2023 à Budapest.

## Biographie
En 2010, Danielle Williams se classe quatrième des championnats du monde juniors de Moncton au Canada. L'année suivante, elle empoche la médaille d'argent des championnats panaméricains juniors à Miramar en Floride.
Elle descend pour la première fois sous les 13 secondes lors de la saison 2013, et remporte son premier titre national senior fin juin à Kingston, en 12 s 69 (+ 0,7 m/s). Médaillée de bronze des Universiades d'été 2013, à Kazan, dans le temps de 12 s 84, elle se pare d'or deux ans plus tard à Gwangju.

### Premier titre mondial (2015)
Le 28 août 2015, lors des championnats du monde de Pékin, Danielle Williams s'offre la médaille d'or du 100 m haies dans le temps de 12 s 57, nouveau record personnel, en devançant l'Allemande Cindy Roleder et la Biélorusse Alina Talay. Sa sœur aînée Shermaine se classe septième de l'épreuve.
Le 25 juin 2017, en finale des Championnats de Jamaïque, Williams s'impose en réalisant le temps de 12 s 56, soit un nouveau record personnel.
Le 20 juillet 2019, à 25 ans, au London Grand Prix, elle s'impose dans un temps qui marque les esprits : 12 s 32, meilleur chrono de l'année, record de Jamaïque et 7e meilleure performance mondiale de l'histoire de cette discipline,. Le 6 septembre, elle confirme sa très grande forme en remportant la finale de la ligue de diamant à Bruxelles. Présentée comme l'une des favorites des championnats du monde de Doha, elle obtient finalement la médaille de bronze derrière les Américaines Nia Ali et Kendra Harrison.

### Second titre mondial (2023)
Le 24 août 2023, en finale des championnats du monde de Budapest, Williams crée la surprise en s'adjugeant le second titre mondial de sa carrière, huit ans après le premier. Partie du couloir 1, la Jamaïcaine réussit un chrono en 12 s 43, battant d'un centième la championne olympique portoricaine, Jasmine Camacho-Quinn, et de trois centièmes Kendra Harrison.

## Palmarès
| Date | Compétition                        | Lieu                               | Résultat | Temps   |
| ---- | ---------------------------------- | ---------------------------------- | -------- | ------- |
| 2010 | Championnats du monde juniors      | Moncton                            | 4e       | 13 s 46 |
| 2011 | Championnats panaméricains juniors | Miramar                            | 2e       | 13 s 32 |
| 2013 | Universiade                        | Kazan                              | 3e       | 12 s 84 |
| 2014 | Jeux du Commonwealth               | Glasgow                            | 4e       | 13 s 06 |
| 2015 | Universiade                        | Gwangju                            | 1re      | 12 s 78 |
| 2015 | Championnats du monde              | Pékin                              | 1re      | 12 s 57 |
| 2018 | Jeux du Commonwealth               | Gold Coast                         | 2e       | 12 s 78 |
| 2018 | Championnats NACAC                 | Toronto                            | 2e       | 12 s 67 |
| 2018 | Ligue de diamant                   | Ligue de diamant                   | 3e       | 12 s 64 |
| 2018 | Coupe continentale                 | Ostrava                            | 1re      | 12 s 49 |
| 2019 | Ligue de diamant                   | Ligue de diamant                   | 1re      | 12 s 46 |
| 2019 | Championnats du monde              | Doha                               | 3e       | 12 s 47 |
| 2022 | Circuit mondial en salle de l'IAAF | Circuit mondial en salle de l'IAAF | 3e       | 20 pts  |
| 2022 | Championnats du monde              | Eugene                             | 6e       | 12 s 44 |
| 2023 | Championnats du monde              | Budapest                           | 1re      | 12 s 43 |

## Records
| Épreuve     | Épreuve   | Performance | Lieu          | Date            |
| ----------- | --------- | ----------- | ------------- | --------------- |
| 100 m       | Plein air | 11 s 24     | Pueblo        | 25 mai 2013     |
| 200 m       | Plein air | 22 s 62     | Pueblo        | 25 mai 2013     |
| 100 m haies | Plein air | 12 s 32     | Londres       | 20 juillet 2019 |
| 60 m        | En salle  | 7 s 32      | Winston-Salem | 15 mars 2014    |
| 60 m haies  | En salle  | 7 s 86      | Columbia      | 7 février 2020  |

### Meilleures performances par année
| Année | Temps   | Date            | Lieu      | Rang Mondial |
| ----- | ------- | --------------- | --------- | ------------ |
| 2010  | 13 s 46 | 22 juillet 2010 | Moncton   | 176          |
| 2011  | 13 s 32 | 22 juillet 2011 | Miramar   | 148          |
| 2012  | 14 s 02 | 11 mai 2012     | Atlanta   | 675          |
| 2013  | 12 s 69 | 23 juin 2013    | Kingston  | 15           |
| 2014  | 12 s 99 | 29 juin 2014    | Kingston  | 54           |
| 2015  | 12 s 57 | 28 août 2015    | Pékin     | 8            |
| 2016  | 12 s 77 | 11 juin 2016    | Kingston  | 21           |
| 2017  | 12 s 56 | 25 juin 2017    | Kingston  | 7            |
| 2018  | 12 s 48 | 10 juin 2018    | Stockholm | 5            |
| 2019  | 12 s 32 | 20 juillet 2019 | Londres   | 1            |
| 2020  | 13 s 23 | 25 juillet 2020 | Marietta  | 56           |
| 2021  | 12 s 50 | 28 août 2021    | Paris     | 6            |